# Leif Rohlin
Leif Johan Rohlin (Västerås, 26 febbraio 1968) è un ex hockeista su ghiaccio svedese.

## Palmarès

### Olimpiadi
- Oro a Lillehammer 1994.